# Эрмитс, Регина
Регина Эрмитс (эст. Regina Ermits; род. 31 января 1996, Таллин), урождённая Оя (эст. Oja) — эстонская биатлонистка. Призер этапа Кубка мира по биатлону.

## Карьера
На Кубка мира по биатлону дебютировала в сезоне 2015/16 на в эстафете этапе в немецком Рупольдинге. В сезоне 2018/19 Оя набрала свои первые кубковые очки, заняв 38-е место в гонке преследования на этапе в итальянской Антерсельве.
26 января 2020 года в словенской Поклюке биатлонистка в паре с Рене Захна впервые в карьере стала призером этапа Кубка мира по биатлону в смешанной эстафете. Таким образом Оя стала первой эстонкой, поднявшейся на подиум Кубка мира. Ранее этот дуэт в 2017 году занимал четвертое место в рамках Чемпионата Европы в Валь-Риданне.
На чемпионате мира 2024 года в Нове-Место команда Эстонии сенсационно заняла 4-е место в женской эстафете, Эрмитс бежала на первом этапе.

## Семья
Отец Регины Кристиян Оя (род. 1968) — бывший эстонский биатлонист, занимающий пост рейс-директора IBU.

## Результаты

### Кубок мира
| Сезон     | Место | Количество набранных очков | Победитель            |
| --------- | ----- | -------------------------- | --------------------- |
| 2018/2019 | 76    | 41                         | Доротея Вирер         |
| 2019/2020 | 54    | 71                         | Доротея Вирер         |
| 2020/2021 | —     | 0                          | Тириль Экхофф         |
| 2021/2022 | 91    | 15                         | Марте Олсбю-Ройселанн |

### Участие в чемпионатах мира
| Год  | Место проведения | Инд | Спр | Пр | МС | Эст | См | Сусм |
| 2019 | ЧМ Эстерсунд     | 59  | 81  | —  | —  | 12  | 14 | 5    |
| 2020 | ЧМ Антхольц      | 68  | 30  | 48 | —  | DSQ | 15 | 12   |
| 2021 | ЧМ Поклюка       | 62  | 83  | —  | —  | 17  | —  | —    |

### Участие в Олимпийских играх
| Год  | Место проведения | Инд | Спр | Пр | МС | Эст | См |
| 2022 | Пекин            | 79  | 56  | 50 | —  | 15  | 16 |